# 斯克綿毛紫菀
斯克綿毛紫菀（學名：Symphyotrichum ericoides）生長在乾燥開闊的環境，分佈於加拿大及美國北部。叢生植物，根莖有強烈芳香味，線形葉先端尖銳但邊緣光滑，無柄而有粗大中脈。莖細長有分枝，外披細毛，具有匍匐莖和小根。花似雛菊，花心黃色，花蜜豐富。根的香味特別誘人，英文俗名「Big Love Medicine」即源此。

## 用途
根的粉末是急救止血劑，植株可煙燻或置於陷阱中引誘獵物。花蜜含量高，為養蜂人所好。

## 文獻
1. ↑  . NatureServe Explorer. NatureServe.   [2007-07-04]. （原始内容存档于2007-09-29）.

## 書目
- 世界藥用植物圖鑑 頁152，Lesley Bremness 著，貓頭鷹出版社 ISBN 978-986-7001-99-3